# Kelly Cheng
Kelly Marie Cheng (nacida Kelly Marie Claes, Fullerton, 18 de septiembre de 1995) es una deportista estadounidense que compite en voleibol, en la modalidad de playa. Ganó una medalla de oro en el Campeonato Mundial de Vóley Playa de 2023, en el torneo femenino.

## Palmarés internacional
| Campeonato Mundial | Campeonato Mundial | Campeonato Mundial | Campeonato Mundial |
| Año                | Lugar              | Medalla            | Pareja             |
| ------------------ | ------------------ | ------------------ | ------------------ |
| 2023               | Tlaxcala (México)  | Medalla de oro     | Sara Hughes        |